# Killing an Arab
I'm dead

I'm the stranger

Killing an arab»
Sono morto

Sono lo straniero

Che uccide un arabo»
(Killing an Arab, The Cure)
Killing an Arab è il primo singolo del gruppo musicale inglese The Cure. Fu pubblicato in due edizioni: la prima uscì nel mese di dicembre del 1978, la seconda a febbraio del 1979. Il brano è ispirato al celebre libro di Albert Camus L'Étranger.

## Il brano
Registrata durante le sessioni per il primo LP della band, Three Imaginary Boys (1979), ma non inclusa in esso, tuttavia la traccia venne inserita nel primo disco dei Cure per il mercato statunitense, la compilation Boys Don't Cry (1980). Il compositore Robert Smith raccontò di aver scritto il pezzo quando ancora frequentava le scuole superiori e come la canzone "fosse un piccolo tentativo poetico di condensare le sue impressioni circa i momenti chiave del romanzo breve Lo straniero di Albert Camus". Il testo del brano descrive una sparatoria sulla spiaggia, nella quale un arabo viene ucciso dal narratore del brano; nella storia di Camus, il protagonista Meursault, spara a un algerino sulla spiaggia, sopraffatto dal suo ambiente. Meursault viene condannato per la sua onestà. Egli è considerato un outsider (o uno "straniero", appunto) proprio perché "si rifiuta di mentire" e "non vuole stare al gioco".
Il critico musicale Piero Scaruffi ha definito Killing an Arab "una melodia dalle tinte esotiche e trascendenti, immersa in una sinistra atmosfera da film noir".

### Origine e storia
La stesura del brano risale a un periodo nel quale il National Front, un'associazione di destra dalla forte connotazione razzista, era in forte ascesa nel Regno Unito. Durante alcuni dei primi concerti dei Cure, cominciarono a presentarsi agli show degli skinhead che, mentre la band eseguiva Killing an Arab, cantavano a squarciagola la canzone avendone completamente frainteso il significato. Solo qualche tempo più tardi gli ambienti di estrema destra si accorsero che il gruppo rappresentava il volto introspettivo e sensibile del punk rock, e non aveva nulla a che fare con l'ideologia fascista. Killing an Arab fu pubblicata come singolo d'esordio dei Cure. La band era sotto contratto con l'etichetta tedesca Hansa quando la traccia venne incisa, ma la casa discografica non volle pubblicare il pezzo a causa del suo titolo controverso. Piuttosto che modificare il proprio stile musicale per compiacere l'Hansa, i Cure chiesero la rescissione del contratto, e con un'accorta mossa finanziaria, vollero anche i diritti di Killing an Arab e di tutte le altre canzoni che avevano registrato per l'etichetta.
Senza più un contratto discografico, la band spedì in giro alcuni nastri demo, che includevano i brani Killing an Arab, Boys Don't Cry, 10:15 Saturday Night e It's Not You. L'unico interessato al materiale si dimostrò essere Chris Parry, all'epoca dipendente della Polydor Records ma in procinto di creare la propria etichetta discografica, la Fiction Records. I Cure accettarono di firmare per la Fiction, e registrarono nuove versioni di Killing an Arab e 10:15 Saturday Night, che uscirono come singolo dal doppio lato A, inizialmente distribuito dalla piccola etichetta indipendente Small Wonder, e poi ristampato dalla Fiction.
Prevedibilmente, la canzone causò alcune proteste da parte di gruppi e associazioni che ne fraintesero il significato o non lo capirono. Quando i Cure suonarono al Kingston Polytechnic nel 1979, un gruppo di studenti di sinistra chiese alla band di non suonare Killing an Arab. Robert Smith spiegò loro l'origine letteraria del brano, e la canzone fu inclusa nella scaletta del concerto senza suscitare ulteriori proteste.

### Controversie
La canzone ha una storia molto controversa, poiché è stata spesso fraintesa come una dichiarazione di violenza razzista verso gli arabi. Negli Stati Uniti, quando uscì la prima raccolta di singoli dei Cure, Standing on a Beach (1986), sulla copertina del disco venne incollato un adesivo che negava ogni intento razzista del brano. Killing an Arab scatenò altre polemiche durante la guerra del golfo di inizio anni novanta e dopo gli attentati dell'11 settembre 2001. Tutte le polemiche portarono alla messa in atto di una sorta di damnatio memoriae nei confronti della canzone, che divenne l'unico singolo del periodo di Three Imaginary Boys a non essere incluso nella versione deluxe della ristampa del disco in questione, non venne inserita nella raccolta di singoli Galore del 1998, nel Greatest Hits della band pubblicato nel 2001, e nemmeno nel cofanetto antologico Join the Dots. Attualmente Killing an Arab rimane comunque disponibile nelle sole raccolte Boys Don't Cry e Standing on a Beach.
Nel 2005, quando la band suonò la canzone durante alcuni concerti europei, Smith cambiò le parole del testo da "Killing an Arab" ("uccidendo un arabo") a "Kissing an Arab" ("baciando un arabo"). Nel 2006 invece furono utilizzate le parole "Killing Another" ("uccidendo un altro") quando veniva eseguita la canzone dal vivo.

## Tracce singolo(Small Wonder)
SMALL11 1978
Lato A
1. Killing an Arab – 2:21

Lato B
1. 10:15 Saturday Night – 3:37

## Tracce singolo(Fiction Records)
FICS001 1979
Lato A
1. Killing an Arab – 2:21

Lato B
1. 10:15 Saturday Night – 3:37

## Formazione
- Robert Smith - chitarra, voce
- Michael Dempsey - basso, cori
- Lol Tolhurst - batteria

## Cover
Killing an Arab è stata reinterpretata dai Frodus sulla compilation Give Me The Cure del 1995, e ancora nel 2004 da DJ Riton. Inoltre, gli Electric Hellfire Club la reinterpretarono sulla raccolta Empathy for the Devil pubblicata dalla Cleopatra Records nel 2000. Santigold ha suonato la canzone durante il Lollapalooza.